# دبي بزنس
دبي بزنس (بالإنجليزية: DXBBusiness) مجلة امارتية شهرية.تسلط الضوء على دولة الإمارات والخليج العربي والشرق الأوسط والمملكة المتحدة والولايات المتحدة الأمريكية.صدر أول عدد في 2 من ديسمبر عام 2011 مؤسس ورئيس المجلة هو الإعلامي الإماراتي سلطان الجسمي.

## تاريخ المجلة
انطلق فكرة مجلة دبي بزنس عندما قرر الإعلامي الإماراتي سلطان الجسمي بإصدار مجلة اقتصادية لكي يبطل الشائعات التي تطال مدينة دبي بصدد الازمة الاقتصادية العالمية وبتسميتها دبي بزنس تزامنا مع عيد الاتحاد ال40 لدولة الإمارات العربية المتحدة وقد لقيت اهتمام كبير من الاعلام الإماراتي والعربي والعالمي.

## أهم الشخصيات التي كانت لها ظهور في المجلة
من أهم الشخصيات العالمية التي برزة في المجلة الرئيس التركي عبد الله غل والفريق أول سمو الشيخ محمد بن زايد آل نهيان والشيخ أحمد بن سعيد آل مكتوم رئيس دائرة الطيران المدني بحكومة دبي رئيس مجلس إدارة شركة طيران الإمارات ومعالي الشيخة لبنى بنت خالد القاسمي وزيرة التجارة الخارجية.

## أبواب المجلة
للمجلة ابواب متنوعة ودائما تطرح ابواب جديدة لاختلاف الكتاب فيها ونتوع المقالات والتقارير.
1. الفهرس: يتحدث عن محتوى المجلة
2. إصدارات السابقة: وهي عبارة عن مجمل الإصدارات التي اصدرت سابقا.
3. مقالة العدد: وهي مقالة يكتبها كتاب المجلة في كل عدد.
4. المقابلات الحصرية: وهي عبارة ابواب تعنها بطرح المقابلات الحصرية لشخصيات مهمة.
5. أخبار الدوائر الحكومية: وهي عبارة عن ابواب تنشر جديد الدوائر الحكومية.
6. أخبار الشركات: ابواب مختصة لنقل اخبار الشركات العالمية.
7. مقالات المجلة: وهي عبارة عن مقالات يكتبها كتاب المجلة والتي تدور حول الاقتصاد العالمي والمال والاسهم والبنوك وتقارير الدورية وكل ما يتعلق بالاقتصاد

## وصلات خارجية
موقع مجلة دبي بزنس